# Siedlewit
Siedlewit – staropolskie imię męskie, złożone z członów Siedle- ("osada, siedziba") i -wit ("pan, władca"). Znaczenie imienia: "pan swojej siedziby".
Siedlewit imieniny obchodzi 29 listopada.